# Canyon Boquillas

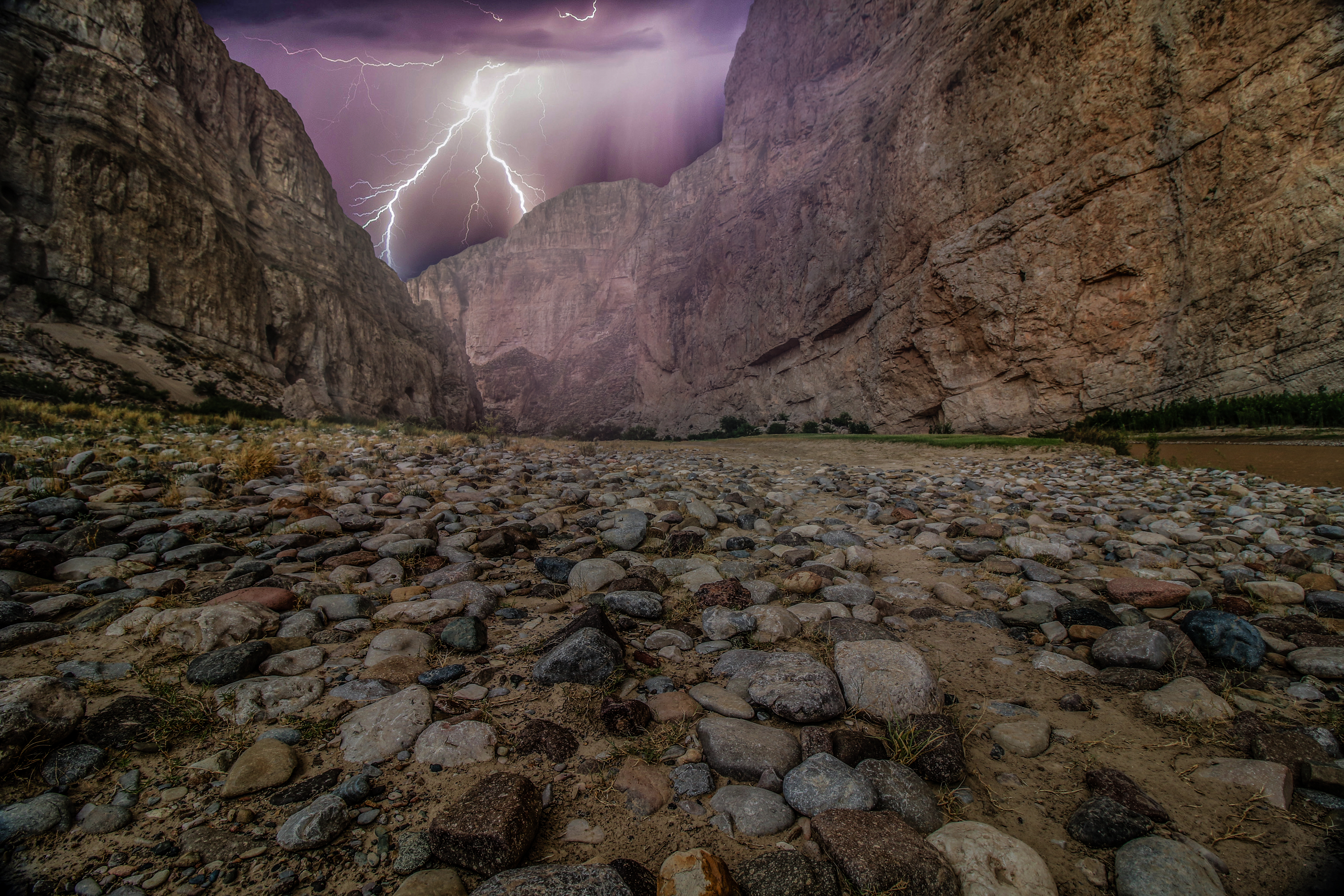
Boquillas Canyon pendant un orage

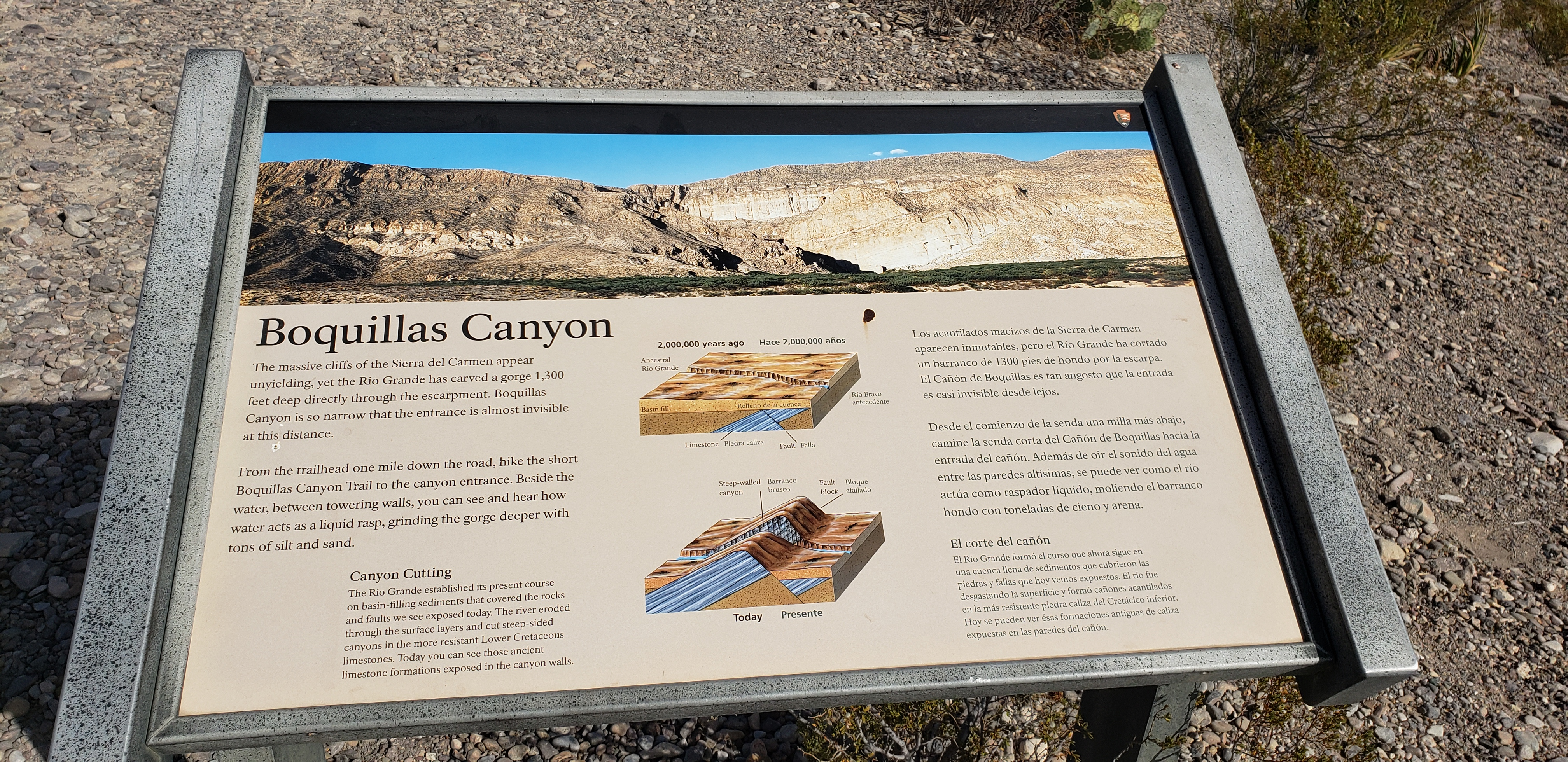
Géologie du canyon Boquillas

Le Canyon Boquillas est un canyon du parc national de Big Bend au Texas. Les parois du canyon font 450 mètres de haut et sont creusées dans d'épaisses couches de calcaire. La longueur du canyon est un sujet de débat, avec des estimations allant de 8 km à 27 km, selon le point final choisi. Les courants du fleuve Rio Grande à travers le canyon vont jusqu'à la classe II.

## Étymologie
Boquillas signifie "petites bouches" en espagnol, peut-être une référence à la bouche étroite du canyon.